# Grand Theft Auto 2
Grand Theft Auto 2 (también conocido como GTA 2 estilizado como GTA2) es un videojuego de acción y aventura de mundo abierto desarrollado por DMA Design (actualmente Rockstar North) y distribuido por Rockstar Games en octubre del 1999, para Microsoft Windows y PlayStation, y para Dreamcast y Game Boy Color en 2000. Es la secuela de Grand Theft Auto de 1997 y la segunda entrega principal de la serie Grand Theft Auto, ambientado en una metrópolis retrofuturista conocida como "Anywhere City", el juego se centra en que los jugadores asumen el papel de un criminal mientras de ambular por un mundo abierto, realizan trabajos para varios sindicatos del crimen y tienen rienda suelta para hacer lo que deseen para lograr su objetivo. La introducción del juego es única para un título de la serie, ya que involucró escenas de acción en vivo filmadas por Rockstar Games.
Grand Theft Auto 2 recibió críticas mixtas para la mayoría de las plataformas, y críticas negativas para el Game Boy Color, pero fue un éxito comercial moderado. Si bien la banda sonora y algunos elementos del juego, como el sistema de lealtad de pandillas, fueron elogiados, los gráficos, los controles y la configuración recibieron una respuesta de juego más mixta. El juego también fue criticado por no innovar la fórmula establecida por su predecesor, a pesar de varias mejoras que trajo. Grand Theft Auto 2 fue seguido por el Grand Theft Auto III de 2001, que comenzó una nueva era para la serie, mientras que el juego en sí fue relanzado en Steam en enero de 2008.

## Argumento
El personaje que encarna el jugador es Claude Speed, protagonista también de Grand Theft Auto III. El videojuego se ambienta en una ciudad retrofuturista llamada Anywhere City (posible parodia de Chicago) con tres áreas. El objetivo en cada una de las tres áreas es obtener el suficiente dinero para escapar y pasar a la siguiente. La libertad de acción de la saga sigue patente en este juego, puesto que para conseguir el objetivo, se puede realizar cualquier tarea que dé dinero: robar coches, explotarlos, chocarlos, armarlos, atropellar personas, asesinarlas, quemarlas, etc. Sin embargo, lo normal para ganar grandes cantidades de dinero es realizar misiones para las bandas criminales.

## Sistema de juego
El jugador debe ganar dinero para pasar las etapas, y la forma más conveniente de lograrlo es haciendo trabajos para las bandas. Cada una de las bandas representa una facción, con unos intereses determinados y un respeto hacia el jugador que varía según las acciones de éste. El respeto influye tanto en el modo en el que le tratan los integrantes de la banda (si el nivel de respeto es muy bajo, el jugador será atacado con todas las armas que tengan disponibles), como también en las misiones que dan (a más respeto, mayor oferta de misiones, más dificultad, pero mayor recompensa). Hacer misiones para una banda influye negativamente en otra u otras: cada banda tiene una banda rival, con lo cual si se mata a integrantes de esa banda rival, subirá el respeto con la primera.
En Grand Theft Auto 2 también se deben rendir cuentas por las acciones ilegales cometidas. Es por esto que la ley estará presente para frenar al jugador (o por lo menos intentarlo). Ya no sólo en forma de policía local como en el primer GTA; a medida que se vaya delinquiendo, más y más cuerpos de policía se sumarán a la búsqueda. Así, en los primeros niveles de búsqueda, la policía local será la encargada de arrestar al jugador; más tarde el SWAT, el FBI e incluso, llegado el caso, el Ejército, con tanques e infantería estarán al acecho.
En el juego se puede guardar la partida en una iglesia con un letrero que indica Jesus Saves, si se dispone de 50 000, punto desde el cual se puede continuar si así se desea.

## Polémicas
El juego ocasionó más polémica en esta segunda parte, el juego se volvió más violento y aparecen destacadas diversas organizaciones reales. En algunos lugares del mundo se prohibió su venta a menores e incluso se llegó a retirar de las estanterías. Algunos padres denunciaron a Rockstar acusándoles de que el juego fomentaba la violencia y la pertenencia a bandas, denuncias que siguen produciéndose hoy día con las sucesivas entregas de la saga.
Otra polémica es si Claude Speed es Claude de GTA III, ya que visten de la misma manera, son muy parecidos y de alguna manera se vinculan, también se podría decir que Claude no es mudo. Años después, se reveló la verdad y Rockstar confirmó que si son la misma persona. Sin embargo, más tarde, la misma compañía aclaró que ambos son de universos diferentes y que el Claude de GTA III, "su apellido puede o no ser Speed" y que parece muy probable que sean la misma persona.